# ديجون تومسون
ديجون تومسون (بالإنجليزية: Dijon Thompson)‏ مواليد 23 مارس 1983 في لوس أنجلوس، هو لاعب كرة سلة أمريكي بدأ مسيرته الاحترافية في سنة 2005. تم اختياره من قبل فريق نيويورك نيكس خلال الدرافت يلعب مع فريق نيجني نوفغورود. يبلغ طوله 6 قدم 8 بوصة (2.0 م).

## المسيرة الاحترافية
لعب مع فينيكس صنز في موسم 2005–2006، ثم لعب مع أتلانتا هوكس في سنة 2007، ثم لعب مع ألبا برلين في الدوري الألماني في موسم 2007–2008، ثم لعب مع أسفيل باسكت في الدوري الفرنسي في موسم 2011–2012، ثم لعب مع نيجني نوفغورود في الدوري الروسي من سنة 2012 إلى 2014.

## روابط خارجية
- ديجون تومسون على موقع إن بي أي (الإنجليزية)
- ديجون تومسون على موقع سبورتس رفرنس (الإنجليزية)
- ديجون تومسون على موقع كرة السلة الأوروبية.كوم (الإنجليزية)
- ديجون تومسون على موقع كلية كرة السلة في سبورتس رفرنس.كوم (الإنجليزية)
- ديجون تومسون على موقع ريلجم (الإنجليزية)
- ديجون تومسون على موقع بروبوليرز (الإنجليزية)
- ديجون تومسون على موقع سبورتس رفرنس (الإنجليزية)
- ديجون تومسون على موقع سبورتس رفرنس (الإنجليزية)